# Akustická baskytara

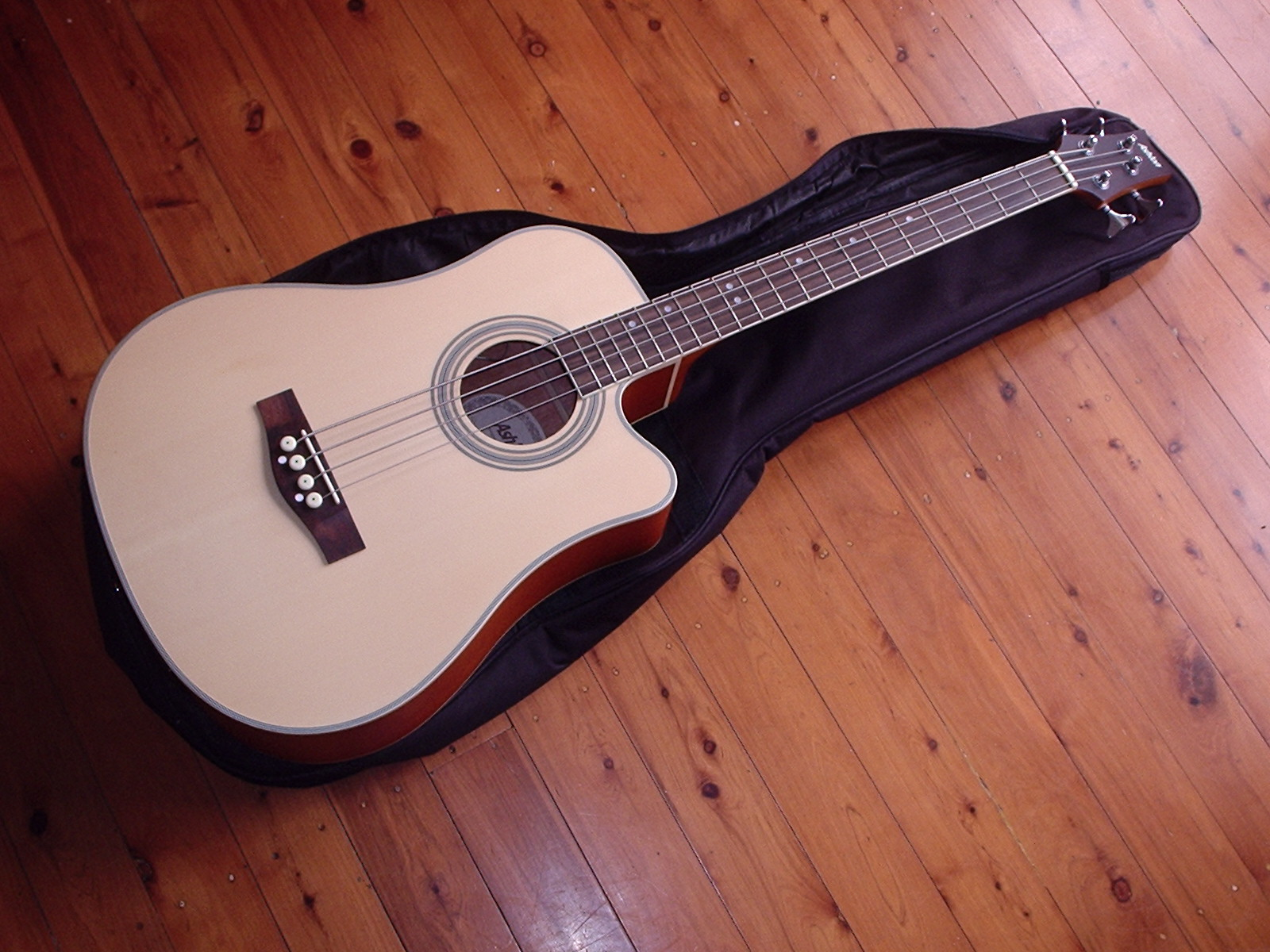
Baskytara ve futrálu

Akustická baskytara je strunný, basový nástroj, který má oproti elektrické baskytaře duté tělo podobné westernové kytaře, ale poněkud větší. Většina akustických baskytar je opatřena pražci, ale vyskytují se i bezpražcové. Nástroj má běžně čtyři struny, ladění je pak podobné jako u kontrabasu nebo elektrické baskytary - E-A-D-G (o oktávu níž, než hlubší struny normální kytary). Výjimečně se objevují i vícestrunné nástroje. Protože uslyšet akustickou baskytaru bez zesilovače může být obtížné, bývají nástroje vybaveny např. piezoelektrickým snímačem.
První moderní akustickou baskytaru vyvinul Ernie Ball na začátku 70. let. Na konci 80. a během 90. let se akustická baskytara používala během MTV Unplugged koncertů.